# Black Roses (The Rasmus)
Pour les articles homonymes, voir Black Roses.
Albums de The Rasmus
Hide From the Sun
(2005) The Rasmus (The Rasmus)
(2012)
Black Roses est le septième album du groupe finlandais de rock, The Rasmus. L'enregistrement de l'album a commencé fin 2007 et celui-ci est sorti par étapes au début de l'automne 2008, le 24 septembre dans les pays nordiques, le 26 en Allemagne, Autriche, Pays-Bas et Suisse et partout ailleurs dans les jours suivants. L'album est produit par Desmond Child et Harry Sommerdahl. Le CD est sorti sous deux éditions : la normale avec seulement le CD et la "Fan Special Package" avec un DVD retraçant la conception de l'album.
Le CD est actuellement disponible seulement en import, et aucune date n'est annoncé pour une sortie française.

## Pistes
Les onze pistes de cet album sont :
1. Livin’ in a world without you
2. Ten black roses
3. Ghost of love
4. Justify
5. Your forgiveness
6. Run to you
7. You got it wrong
8. Lost and lonely
9. The fight
10. Dangerous kind
11. Live forever